# Kanton Flogny-la-Chapelle
Der Kanton Flogny-la-Chapelle war bis 2015 ein französischer Kanton im Arrondissement Avallon im Département Yonne und in der Region Burgund; sein Hauptort war Flogny-la-Chapelle. Vertreterin im Generalrat des Départements war zuletzt von 1998 bis 2015 Marie-Laure Capitain (zunächst DVD, dann UMP). 

## Gemeinden
Der Kanton bestand aus 14 Gemeinden:
| Gemeinde           | Einwohner Jahr | Fläche km² | Bevölkerungsdichte | Code INSEE | Postleitzahl |
| ------------------ | -------------- | ---------- | ------------------ | ---------- | ------------ |
| Bernouil           | 114 (2013)     | 4,55       | 25 Einw./km²       | 89038      | 89360        |
| Beugnon            | 329 (2013)     | 7,7        | 43 Einw./km²       | 89041      | 89570        |
| Butteaux           | 269 (2013)     | 7,55       | 36 Einw./km²       | 89061      | 89360        |
| Carisey            | 371 (2013)     | 11,29      | 33 Einw./km²       | 89062      | 89360        |
| Dyé                | 198 (2013)     | 17         | 11 Einw./km²       | 89149      | 89360        |
| Flogny-la-Chapelle | 1.023 (2013)   | 23,75      | 43 Einw./km²       | 89169      | 89360        |
| Lasson             | 125 (2013)     | 7,07       | 18 Einw./km²       | 89219      | 89570        |
| Neuvy-Sautour      | 974 (2013)     | 19,06      | 51 Einw./km²       | 89276      | 89570        |
| Percey             | 246 (2013)     | 9,56       | 26 Einw./km²       | 89292      | 89360        |
| Roffey             | 144 (2013)     | 8,55       | 17 Einw./km²       | 89323      | 89700        |
| Sormery            | 356 (2013)     | 30,56      | 12 Einw./km²       | 89398      | 89570        |
| Soumaintrain       | 196 (2013)     | 10,61      | 18 Einw./km²       | 89402      | 89570        |
| Tronchoy           | 129 (2013)     | 6,59       | 20 Einw./km²       | 89423      | 89700        |
| Villiers-Vineux    | 320 (2013)     | 11,18      | 29 Einw./km²       | 89474      | 89360        |

## Bevölkerungsentwicklung
| 1962 | 1968 | 1975 | 1982 | 1990 | 1999 | 2006 |
| ---- | ---- | ---- | ---- | ---- | ---- | ---- |
| 4668 | 4475 | 4593 | 4567 | 4668 | 4830 | 4802 |